# Andrey Babayev
Andrey Avanes Babayev, en rus Андрей Аванесович Бабаев (Nagorno-Karabakh (Azerbaitjan), 27 de desembre, 1923 - Moscou, 1 d'octubre, 1964), va ser un compositor azerbaidjanès-soviètic.
Va completar els seus estudis musicals el 1950 a l'Acadèmia de Música de Bakú amb Qara Qarayev i el 1953 al Conservatori de Moscou amb Iuri Xaporin. Va compondre dues òperes Орлиная крепость (Arzwaberd, Erevan 1957) i Дядя Багдасар (1964), una simfonia, una obertura, un concert per a piano, música de cambra, cançons, pel·lícules i música escènica. Les seves obres estan molt influenciades per la música popular de la regió.